# Alfred Andrew Schlert
Alfred Andrew Schlert (Easton, 24 luglio 1961) è un vescovo cattolico statunitense, dal 27 giugno 2017 vescovo di Allentown.

## Biografia
Monsignor Alfred Andrew Schlert è nato a Easton, Pennsylvania, il 24 luglio 1961 da Alfred e Marylou Schlert.

### Formazione e ministero sacerdotale
Ha frequentato la St. Jane Frances de Chantal Elementary School e la Notre Dame High School. È poi entrato nel seminario "San Carlo Borromeo" di Overbrook. Ha proseguito gli studi al Pontificio Seminario Romano Maggiore e alla Pontificia Università Lateranense presso la quale nel 1992 ha conseguito la licenza in diritto canonico.
Il 19 settembre 1987 è stato ordinato presbitero per la diocesi di Allentown nella cattedrale di Santa Caterina da Siena ad Allentown da monsignor Thomas Jerome Welsh. In seguito è stato vicario parrocchiale della parrocchia di San Francesco d'Assisi ad Allentown dal 1987 al 1988; insegnante presso la Notre Dame High School di Easton dal 1988 al 1991 e dal 1992 al 1997; cappellano della pastorale universitaria presso la Lehigh University di Bethlehem dal 1994 al 1997; vice-cancelliere e segretario particolare del vescovo dal 1997 al 1998; vicario generale dal 1998 al 2017; parroco della parrocchia di Santa Teresa del Bambin Gesù a Hellertown dal 2008 al 2010; delegato del vescovo presso il comitato esecutivo e il comitato amministrativo della Pennsylvania Catholic Conference dal 1999 e vice-presidente della medesima Conferenza dal 2012. Nel 2017 il collegio dei consultori lo ha eletto amministratore diocesano.
Nel 1999 è stato nominato cappellano di Sua Santità e nel 2005 prelato d'onore di Sua Santità.

### Ministero episcopale
Il 27 giugno 2017 papa Francesco lo ha nominato vescovo di Allentown. Ha ricevuto l'ordinazione episcopale il 31 agosto successivo nella cattedrale di Santa Caterina da Siena ad Allentown dall'arcivescovo metropolita di Filadelfia Charles Joseph Chaput, co-consacranti il vescovo di Rockville Centre John Oliver Barres e il vescovo emerito di Allentown Edward Peter Cullen. Durante la stessa celebrazione ha preso possesso della diocesi.
Oltre all'inglese, conosce l'italiano.
In un rapporto del grand jury pubblicato dal procuratore generale della Pennsylvania Josh Shapiro il 14 agosto 2018 si legge: "Estratti dal rapporto descrivono Schlert come qualcuno che si confronta rapidamente con preti che sono stati oggetto di denunce di abusi. Insieme a un altro monsignore, ha contribuito a facilitare diverse dimissioni e pensionamenti di sacerdoti sospettati di aver abusato sessualmente di bambini. La sua inchiesta con un prete accusato ha innescato il processo di laicizzazione o ribellione di quel prete".
Monsignor William Jones è stato accusato di aver abusato sessualmente di un ragazzo. Due giorni dopo che la vittima ha denunciato l'abuso, sono intervenuti Schlert e il collega monsignor John B. McCann. Si sono confrontati con Jones che "ha offerto le sue dimissioni ed è stato informato che non poteva esercitare alcun ministero pubblico nella diocesi o altrove".
Nel 2007, la diocesi ha ricevuto la notizia di un ragazzo che presumibilmente era stato fatto ubriacare e toccato in modo inappropriato da padre Joseph Galko. Monsignor Gerald Gobitas e Schlert hanno affrontato Galko che ha ammesso l'accusa. "La diocesi ha licenziato Galko e alla fine è stato dimesso dal sacerdozio".
Nell'agosto del 2018, il vescovo Schlert ha rivolto scuse pubbliche "per i peccati e i crimini commessi in passato da alcuni membri del clero".
Il procuratore generale Shapiro ha fortemente criticato Schlert per l'operato precedente all'episcopato. Tuttavia, alcuni cittadini ritengono che questi attacchi siano per lo meno ingiustificati e ingiusti.

## Genealogia episcopale
La genealogia episcopale è:
- Cardinale Scipione Rebiba
- Cardinale Giulio Antonio Santori
- Cardinale Girolamo Bernerio, O.P.
- Arcivescovo Galeazzo Sanvitale
- Cardinale Ludovico Ludovisi
- Cardinale Luigi Caetani
- Cardinale Ulderico Carpegna
- Cardinale Paluzzo Paluzzi Altieri degli Albertoni
- Papa Benedetto XIII
- Papa Benedetto XIV
- Papa Clemente XIII
- Cardinale Marcantonio Colonna
- Cardinale Giacinto Sigismondo Gerdil, B.
- Cardinale Giulio Maria della Somaglia
- Cardinale Carlo Odescalchi, S.I.
- Cardinale Costantino Patrizi Naro
- Cardinale Lucido Maria Parocchi
- Papa Pio X
- Cardinale Gaetano De Lai
- Cardinale Raffaele Carlo Rossi, O.C.D.
- Cardinale Amleto Giovanni Cicognani
- Cardinale Pio Laghi
- Arcivescovo Charles Joseph Chaput, O.F.M.Cap.
- Vescovo Alfred Andrew Schlert